# Gastón González (football)
Gastón González, né le 27 juin 2001 à Santa Fe en Argentine, est un footballeur argentin qui évolue au poste d'ailier gauche au Nacional, en prêt d'Orlando City.

## Biographie

### En club
Né à Santa Fe en Argentine, Gastón González est formé par l'un des clubs de sa ville natale, l'Unión Santa Fe. Il fait ses débuts en professionnels face au Club Atlético San Martín le 14 avril 2019. Il entre en jeu ce jour-là à la place d'Augusto Lotti (en) et les deux équipes se neutralisent (1-1). Le 1er décembre 2020 il joue son premier match en Copa Sudamericana contre l'EC Bahia. Il entre en jeu et les deux équipes se séparent sur un score nul et vierge de zéro à zéro ce jour-là.
Le 1er octobre 2021, Gastón González réalise le premier doublé de sa carrière contre le CA Amdovisi en championnat. Titularisé ce jour-là, l'ailier gauche permet à son équipe de s'imposer avec ses deux buts (1-2 score final),.

### Orlando City
Le 5 mai 2022, Gastón González s'engage en faveur de Orlando City pour un contrat de trois ans,.